# イワヒトデ
イワヒトデは、大きく裂けた葉をもつシダ植物で、よく岩の上に着生する。

## 特徴
イワヒトデ (Colysis elliptica (Thunb.) Ching) は、シダ植物門ウラボシ科イワヒトデ属の植物で、常緑性の多年草である。
根茎は細くて長く横に這い、緑色で鱗片がつく。やや間隔を開けて葉をつける。葉には二形があり、栄養葉と胞子葉は形は似ているが、後者の方がはっきりと細長くて背が高い。
葉柄は葉全体の半分ほど、基部はやや褐色だが次第に緑色で、基部以外には鱗片はない。葉は単羽状複葉またはその基部で互いに少しつながった羽状全裂で、側羽片は2-5対、細長くて先端は細くとがる。頂羽片ははっきりしていて細長く先がとがる。シダ類の場合、葉がよく育つと一回羽状複葉のものでも二回目の切れ込みは入ったりすることがあるが、イワヒトデの場合、そういった景色が見えず、長い裂片が手の指を広げたような形になっている。岩人手の名は多分これに由来すると思われる。
葉質は薄いがやや硬く、表面に強いつやがある。大きさは栄養葉で長さ20-50cm、胞子葉は一回り背が高い。葉の幅は栄養葉の方が広くて12-20mm、胞子葉は8-15mm。
胞子嚢群は線形で細長く、胞子葉の裏側全体に矢筈状に走る。時に栄養葉にも少し出ることがある。

## 生育環境他
森林内の暗いところや、渓流沿いに出現し、ほぼ必ず岩の上に着生している。樹木に上ることはまずない。
本州南岸から四国、九州に分布、沖縄島からも知られている。国外では朝鮮南部、台湾、中国、インドシナに分布する。

## 近縁種等
最もよく似たものはオオイワヒトデ (C. pothifolia (Hamilt. ex D. Don) Presl) である。側羽片が6-12と多いことと、栄養葉と胞子葉の二形がはっきりしない点で区別されるが、これらを同一種と見なす説もある。四国南部と琉球諸島、それに小笠原諸島から知られ、国外ではヒマラヤ、中国南部からタイ、インドシナ、台湾、フィリピンに分布する。生育環境もほぼイワヒトデと同じである。
国内の同属の種はほとんど単葉をつけるが、裂片が横に伸びるシンテンウラボシなどはやや姿が似ている。側羽片の少ない羽状複葉の種としてはミツデヘラシダやミヤマウラボシなどもあるが、胞子嚢群が線形なものは他にない。